# Średnia (Piszczac)
Średnia – część miasta Piszczac w Polsce, w województwie lubelskim, w powiecie bialskim, w gminie Piszczac.
Rozpościera się w rejonie ulicy Polnej na wschód od centrum miasta.
1 stycznia 2024, wraz z odzyskaniem przez Piszczac statusu miasta, stała się obszarem miejskim.